# ریخارد فان خنختن
ریخارد فان خنختن (انگلیسی: Richard Van Genechten; ۲۳ ژوئیهٔ ۱۹۳۰ – ۱۳ نوامبر ۲۰۱۰) دوچرخه‌سوار اهل بلژیک بود.